# Kubbalhat
Kubbalhat (arab. قبلهات) – miejscowość w Syrii, w muhafazie Hama. W 2004 roku liczyła 1138 mieszkańców.